# Elisabeth von Plesse
Elisabeth von Plesse († 1527) war von 1504 bis zu ihrem erzwungenen Amtsverzicht 1509 Äbtissin des Kanonissenstifts Kaufungen in Kaufungen in Nordhessen.
Sie entstammte der Gottschalk-Linie der Edelherren von Plesse. Sie war eine Tochter Dietrichs I. von Plesse und Schwester Dietrichs II., aber über ihr Leben bis zur Wahl als Äbtissin in Kaufungen ist bisher nichts bekannt. Am 19. September 1504 wurde sie von den Kapitularinnen des Stifts Kaufungen als Nachfolgerin der am 15. August 1504 verstorbenen Agnes von Anhalt-Zerbst (1445–15. August 1504) zur Äbtissin gewählt.

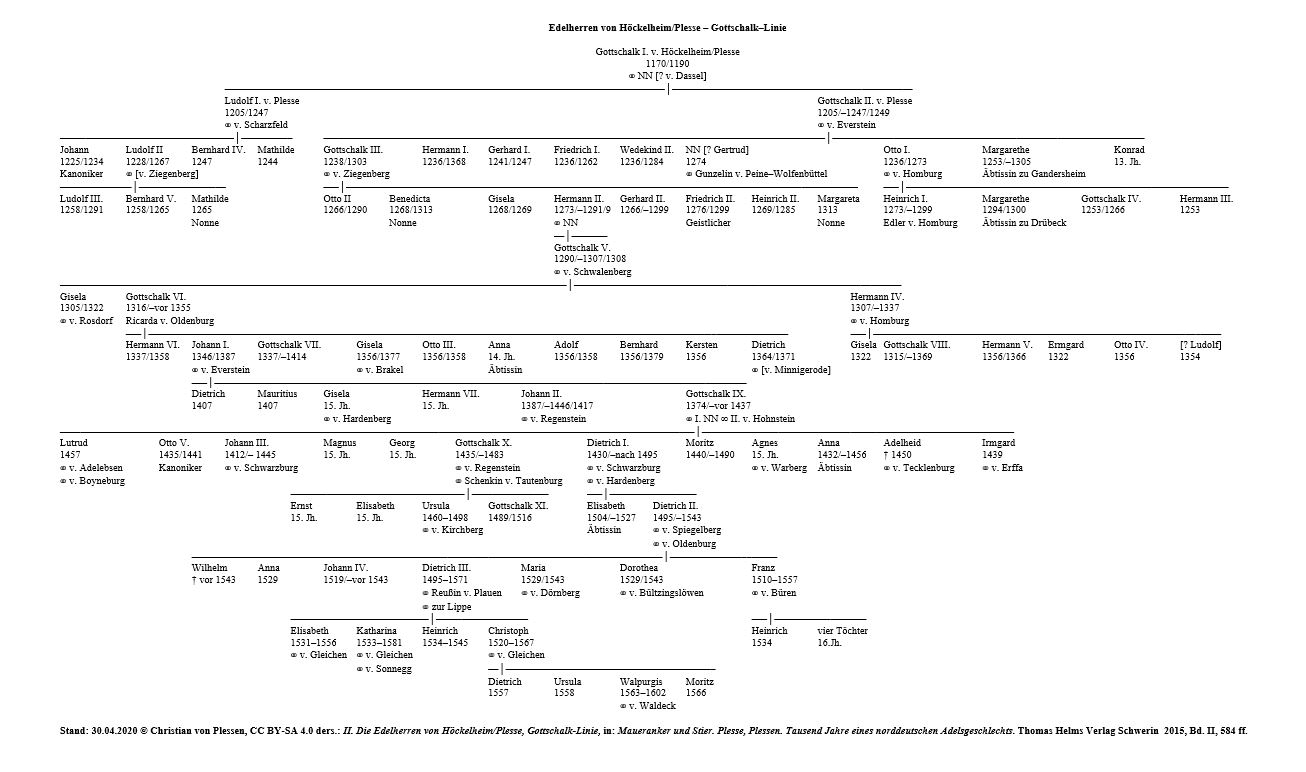
Stammtafel der Gottschalk-Linie der Edelherren von Höckelheim/Plesse

Im Februar 1509 fand, nach langer Vorlaufzeit und auf päpstlichen Befehl und Druck des Landgrafen Wilhelm II. von Hessen, eine Visitation statt, mit der Absicht, Kaufungen der Bursfelder Kongregation zuzuführen und somit die Ordensregeln Benedikts von Nursia zu befolgen. Durchgeführt wurde die Visitation durch die Äbte Franz von Ketteler von Corvey und Dietrich II. von Bredelar unter Mitwirkung des Dekans Heinrich Ruland vom Kasseler Martinsstift und der Äbte Heinrich Ohm von Bursfelde und Johann Meyer von Breitenau. Die Visitatoren bemängelten Lebensstil und Kleidung der Äbtissin und verlangten Besserung, diese aber weigerte sich, Benediktinerin zu werden, und trat stattdessen von ihrem Amt zurück. Sie trat bald darauf als einfache Nonne in das Zisterzienserinnen-Kloster Höckelheim, das Hauskloster ihrer Familie ein. Ob es zum Zeitpunkt der Visitation noch weitere Stiftsdamen in Kaufungen gab, ist nicht überliefert. Im 15. Jahrhundert waren es typischerweise immer nur fünf oder sechs, und bis 1509 mögen die letzten von ihnen das Stift bereits endgültig oder auf Urlaub verlassen haben, sodass die Äbtissin dort nur noch allein residierte.
Noch im März 1509 wurden acht Nonnen aus dem seit 1474 der Bursfelder Kongregation angehörigen Kloster Gehrden in Kaufungen eingesetzt, die Anna von der Borch († 1512) zur Äbtissin wählten. Erst nach einer zweiten Visitation im November 1509 bestätigte der Mainzer Erzbischof Uriel von Gemmingen die Ernennung der neuen Äbtissin. Inzwischen gab es Streit um die Entschädigung der abgedankten Elisabeth, der erst nach Intervention ihres Bruders, Dietrich II. von Plesse, und daraufhin erfolgter Einmischung der landgräflichen Regierung beendet wurde. Man kam im März 1510 überein, Elisabeth eine jährliche Pension von 70 Vierteln Frucht und 30 Gulden Geld aus des Klosters Einkünften in Witzenhausen und Hedemünden zu zahlen.
Im Jahre 1518 bat Elisabeth die Äbtissin Alfradis von der Borch in Kaufungen in einem Brief, dass sie unbedingt wieder in Kaufungen aufgenommen werden wollte: Eck kan mek nycht toffrede geven, eck mot to Koffungen. („Ich kann mich nicht zufriedengeben, ich muss nach Kaufungen.“) Daraufhin wurde sie 1519 als einfache Ordensschwester aufgenommen und trug hinfort den Habit der Benediktinerinnen. Nach ihrem Eintritt in Kaufungen verzichtete sie auf ihre 1510 bewilligte Pension, erhielt dann aber vom Kloster jährlich 12 Gulden für besondere Bedürfnisse.